# (1316) Kasan
(1316) Kasan ist ein Asteroid des Hauptgürtels, der am 17. November 1933 vom russischen Astronomen Grigori Nikolajewitsch Neuimin in Simejis entdeckt wurde.
Der Asteroid ist nach der russischen Stadt Kasan an der Wolga benannt.